# Сен-Мартен-д’Ардеш
Сен-Марте́н-д’Арде́ш (фр. Saint-Martin-d'Ardèche, окс. Sant Martin d'Ardecha) — коммуна во Франции, находится в регионе Рона — Альпы. Департамент коммуны — Ардеш. Входит в состав кантона Бур-Сент-Андеоль. Округ коммуны — Прива.
Код INSEE коммуны — 07268.

## Население
| Год  | Численность | Численность |
| ---- | ----------- | ----------- |
| 1968 | 365         | [ 6 ]       |
| 1975 | 336         | [ 6 ]       |
| 1982 | 380         | [ 6 ]       |
| 1990 | 537         | [ 6 ]       |
| 1999 | 642         | [ 6 ]       |
| 2006 | 815         | [ 6 ]       |
| 2011 | 921         | [ 6 ]       |
| 2013 | 964         |             |
| 2015 | 994         | [ 7 ]       |
| 2016 | 1014        | [ 8 ]       |
| 2017 | 979         | [ 9 ]       |
| 2018 | 964         | [ 10 ]      |
| 2019 | 949         | [ 11 ]      |
| 2020 | 947         | [ 12 ]      |
| 2021 | 939         | [ 13 ]      |
| 2022 | 941         | [ 4 ]       |

## Экономика
В 2007 году среди 521 лица в трудоспособном возрасте (15—64 лет) 379 были экономически активными, 142 — неактивными (показатель активности — 72,7 %, в 1999 году было 62,4 %). Из 379 активных работали 325 человек (176 мужчин и 149 женщин), безработных было 54 (21 мужчина и 33 женщины). Среди 142 неактивных 38 человек были учениками или студентами, 63 — пенсионерами, 41 были неактивными по другим причинам.

## Достопримечательности
- Церковь XI—XIII веков и колокольня XIX века
- Дом художника-сюрреалиста Макса Эрнста, художник жил там со своей молодой женой Леонорой Каррингтон с 1938 по 1941 год, исторический памятник

## Фотогалерея

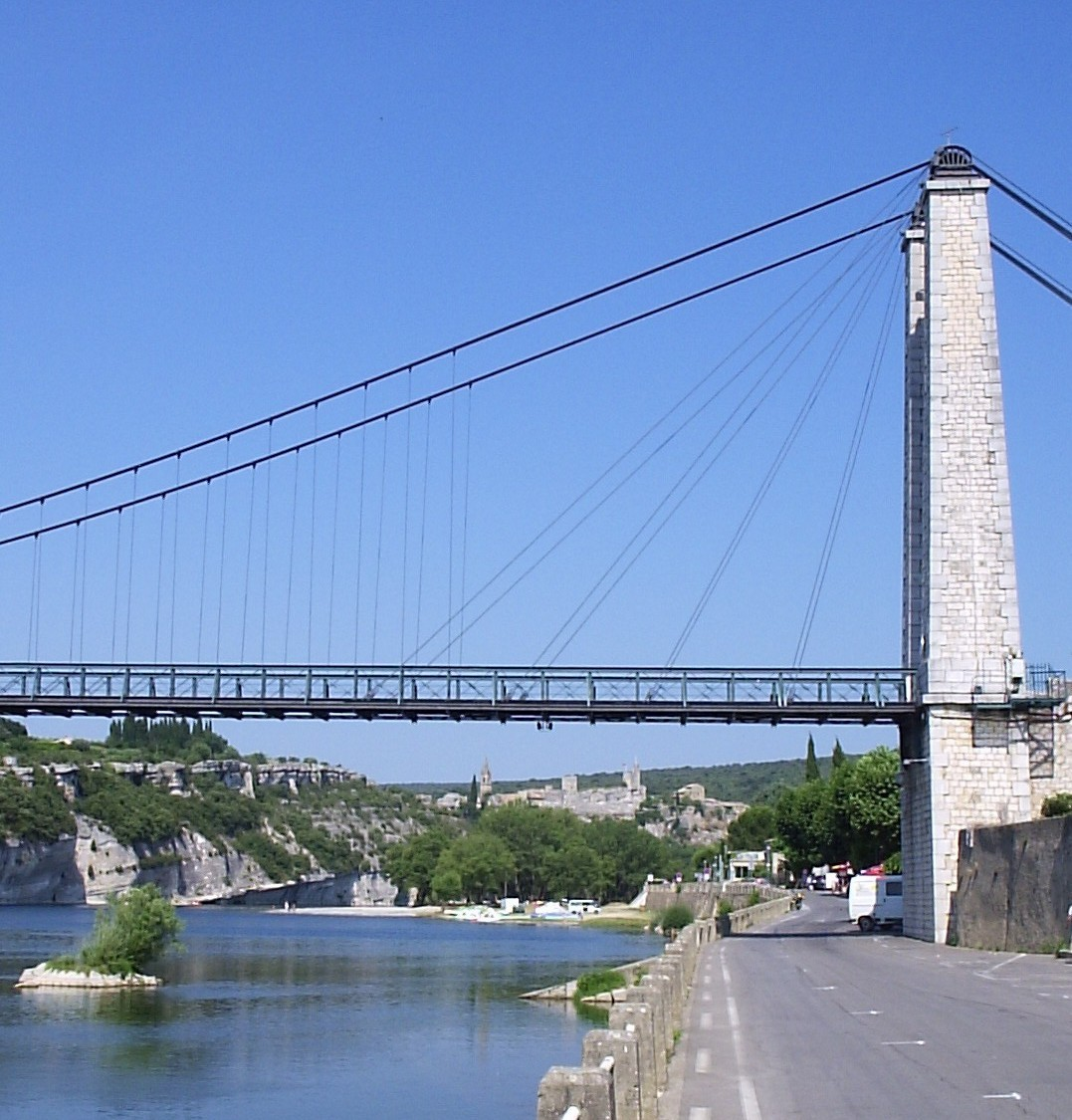
Мост
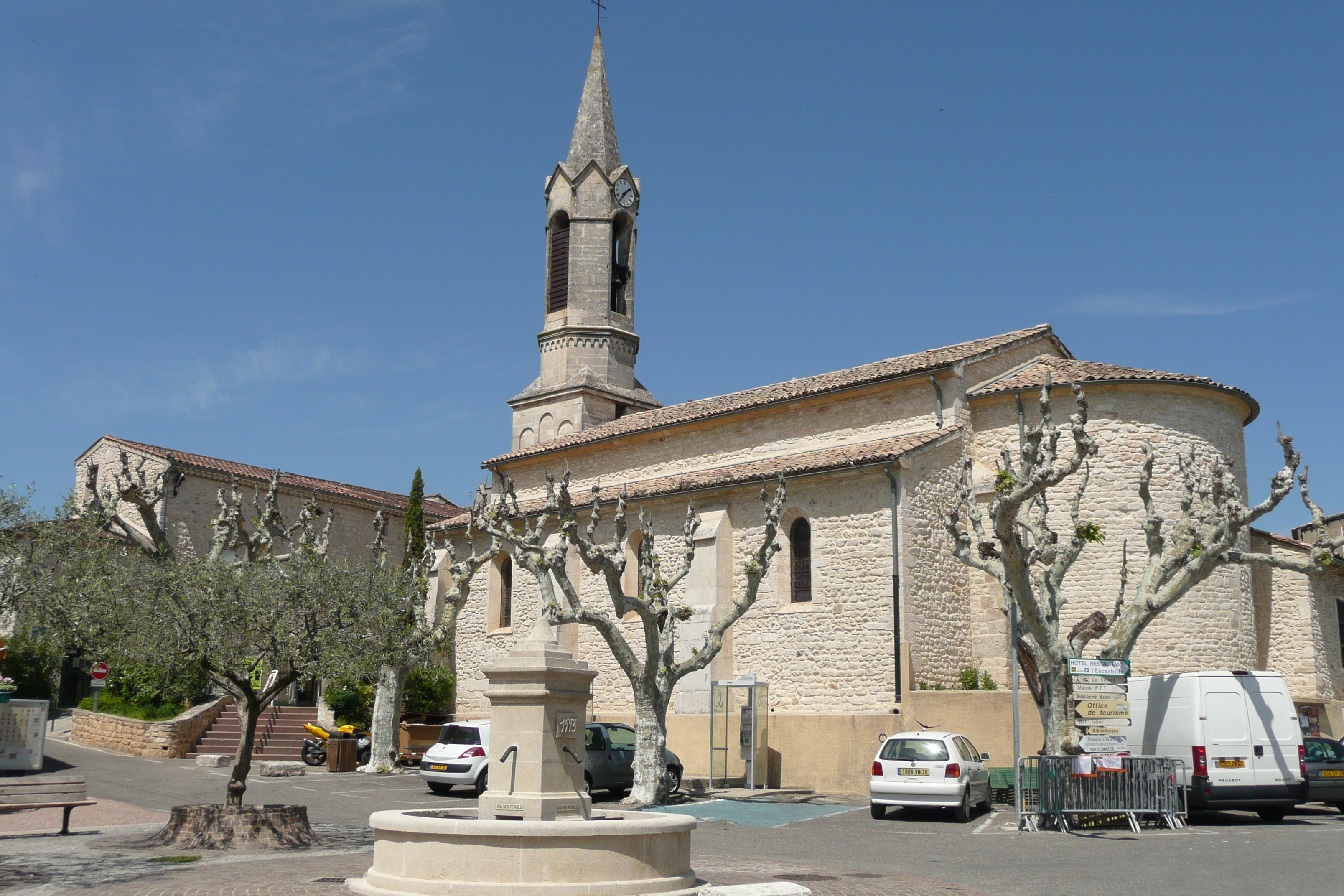
Церковь
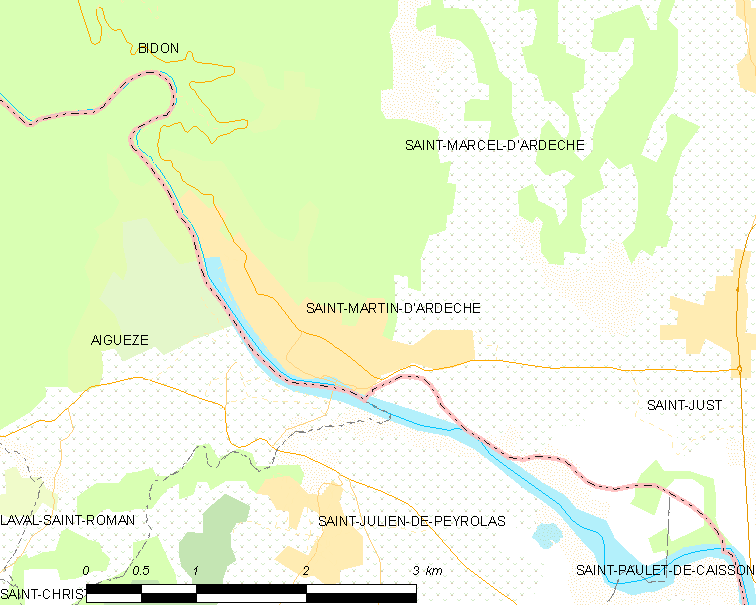
Карта коммуны